# 横須賀ストーリー
「横須賀ストーリー」（よこすかストーリー）は、1976年6月21日にリリースされた山口百恵の13枚目のシングル。発売元はCBSソニー。シングルとしては初めてとなる阿木燿子・宇崎竜童のコンビが楽曲制作を手掛けた作品である。

## 概要
山口は「ひと夏の経験」以降ついて回った“早熟な少女”という自分の歌手イメージに違和感を抱き、この頃は歌手活動への熱意が薄れ始めていた。そんな折、「港のヨーコ・ヨコハマ・ヨコスカ」を前年ヒットさせた阿木燿子（作詞）・宇崎竜童（作曲）のコンビを自ら指名して生まれたのが本曲である。
「これっきり これっきり もう これっきりですか」という印象的なフレーズと共に曲はナンバーワン・ヒットとなり、“自分の意志を持ち、潔く今を生きる女性”という新しい山口百恵像へのリセットを成功させた。これが後の「イミテイション・ゴールド」「プレイバックPart2」「しなやかに歌って」など同じスタンスに立った曲のヒットにつながり、その点で本曲は山口の歌手キャリアの大きな転換点となる作品になった。
横須賀は山口が小学2年から中学までの多感な7年間を過ごした思い出の土地であり、作詞した阿木は両親が横須賀在住だったため、最初にこのタイトルを決めてから曲作りに入ったという。

## エピソード
- 本作の直前に阿木・宇崎コンビからアルバム『17才のテーマ』で初めて4曲の楽曲提供を受けていたが、「横須賀ストーリー」のみがアルバム曲から外されシングルに回された、という経緯がある[4]。この作品以降、同コンビによるシングルは12作品リリースされた。
- 累計売上は81万枚[5][6]（レコード会社調べ）を記録。オリコンでは山口の最大ヒットシングルとなった（レコード会社調べの累計では『いい日旅立ち』[5][6]『冬の色』[6]が本作の売上を上回っている）。
- 山口は1976年末の『第27回NHK紅白歌合戦』に3年連続3回目の出場を果たし、紅組のトップバッターとして本曲を歌唱した（山口の紅白歌合戦・トップバッター担当は1974年の「ひと夏の経験」以来2年ぶり2回目）。
- 藤子・F・不二雄の漫画『ドラえもん』の一編「念録マイク」（『小学三年生』1977年2月号掲載、てんとう虫コミックス14巻・藤子・F・不二雄大全集7巻収録）では、剛田武（ジャイアン）がリサイタルにて「およげ!たいやきくん」と共に本曲のサビ部分を歌う場面がある。
- 1980年代後半にコニカ（当時）のレンズ付きフィルム「撮りっきりコニカ」のCMで替え歌が使用されていた。
- 1997年には宇崎のセルフカバーシングル「絶体絶命」のカップリング曲として収録された。そうる透の編曲により、原曲よりもハードな仕上がりになっている。
- 2008年12月18日からは、京急本線横須賀中央駅において接近メロディとして使用されている[7]。編曲は塩塚博が手掛けた[8]。
- 2019年には霧島酒造「黒霧島」のCMで山崎紘菜による替え歌が使用された（「これっきり」を「くろっきり」にして歌われた）[9]。
- B面の「GAME IS OVER」は1984年にTBS系列で放送されたドラマ「不良少女とよばれて」で歌うシーンがある。
- 2024年4月19日放送のBSテレ東 「武田鉄矢の昭和は輝いていた」で編曲家の萩田光雄が、山口百恵のアイドルを壊す為に、1963年に公開されたイタリア映画「太陽の下の18才」の主題歌である「サンライト・ツイスト」を基盤にして作ったと紹介されている。

## 収録曲
| 全作詞: 阿木燿子、全作曲: 宇崎竜童。 |                      |           |            |          |      |
| #                                    | タイトル             | 作詞      | 作曲・編曲 | 編曲     | 時間 |
| 1.                                   | 「横須賀ストーリー」 | 阿木燿子  | 宇崎竜童   | 萩田光雄 | 3:50 |
| 2.                                   | 「GAME IS OVER」     | 阿木燿子  | 宇崎竜童   | 船山基紀 | 3:28 |
| 合計時間:                            | 合計時間:            | 合計時間: | 7:18       |          |      |

## 品番
- 1976年6月21日 - EP: 06SH 15（シングル）

## 関連シングル
- 1978年4月21日 - EP: 06SH 301（「GOLDEN SINGLE」 片面: パールカラーにゆれて）
- 1989年3月21日 - 8cmCD: 10EH 3179（「Platinum Single SERIES」 C/W: パールカラーにゆれて）
- 2004年6月23日 - 8cmCD: MHCL 10028（オリジナル・カラオケ、「横須賀ストーリー」 初回紙ジャケ仕様盤）

## 関連作品
- 横須賀ストーリー
  - 横須賀ストーリー
  - THE BEST プレイバック
  - Again 百恵 あなたへの子守唄
  - 33 SINGLES MOMOE
  - 山口百恵ベスト・コレクション
  - 百恵復活
  - 百恵クライマックス
  - 山口百惠ベスト・コレクション〜横須賀ストーリー〜
  - 百惠辞典
  - ベスト・セレクション Vol.1
  - GOLDEN J-POP/THE BEST 山口百惠
  - 2000 BEST 山口百恵 ベスト・コレクション
  - GOLDEN☆BEST 山口百恵 PLAYBACK MOMOE part2
  - MOMOE PREMIUM
  - 山口百恵ベスト・コレクション VOL.1
  - Complete MOMOE PREMIUM
  - コンプリート百恵伝説
  - GOLDEN☆BEST 山口百恵 コンプリート・シングルコレクション

- 横須賀ストーリー （ライブ音源）
  - MOMOE ON STAGE
  - MOMOE IN KOMA
  - 百恵ちゃんまつり'78
  - 山口百恵リサイタル -愛が詩にかわる時-
  - 伝説から神話へ -BUDOKAN…AT LAST-
  - MOMOE LIVE PREMIUM
    - 『山口百恵リサイタル -愛が詩にかわる時-』には「初日演奏バージョン」が追加収録されている

- 横須賀ストーリー （ニューアレンジ＆ボーカル別テイク）
  - 百恵回帰
  - コンプリート百恵回帰

- GAME IS OVER
  - 横須賀ストーリー
  - MOMOE ON STAGE
  - 百惠辞典
  - MOMOE PREMIUM
  - MOMOE LIVE PREMIUM
  - Complete MOMOE PREMIUM
  - コンプリート百恵伝説

## カバーした主なアーティスト
- 荒木由美子 - ファーストアルバム『ヴァージン・ロード／渚でクロス』（1977年）収録。
- 谷ちえ子 - ファーストアルバム『ほゝえみ』（1977年）収録。
- RAG FAIR - トリビュート・アルバム『山口百恵トリビュート Thank You For…part2』（2005年）収録。
- 野口五郎 - カバーアルバム『GORO Prize Years, Prize Songs ～五郎と生きた昭和の歌たち～』（2010年）収録。
- 渡辺真知子 - 『山口百恵トリビュート・セレクション』（2012年）収録。
- 三浦祐太朗 - アルバム『Blooming Hearts』（2019年）収録。
- クレイジーケンバンド - アルバム『好きなんだよ』（2021年）収録。